# عدد پرنتل مغناطیسی
عدد پرنتل مغناطیسی(به انگلیسی: Magnetic Prandtl number) کمیتی بدون بعد است که در علم مگنتو هیدرودینامیک مورد بررسی قرار می گیرد.این کمیت با نماد ({\displaystyle Pr_{m}}) نشان داده می‌شود و به صورت نسبت ویسکوزیته سیال به نفوذ مغناطیسی آن تعریف می شود.
{\displaystyle {\mathit {Pr_{m}}}={\frac {\mathit {Re_{m}}}{\mathit {Re}}}={\frac {\nu }{\eta }}={\frac {\mbox{viscous diffusion rate}}{\mbox{magnetic diffusion rate}}}}
در این رابطه:
- {\displaystyle {\mathit {Re_{m}}}} عدد رینولدز مغناطیسی
- {\displaystyle {\mathit {Re}}} عدد رینولدز
- {\displaystyle \nu } نفوذ اندازه حرکت (ویسکوزیته سینماتیک)
- {\displaystyle \eta } نفوذ مغناطیسی